# 北条氏邦
北条 氏邦（ほうじょう うじくに） / 藤田 氏邦（ふじた うじくに）は、戦国時代の武将。北条氏康の五男。後北条氏が豊臣秀吉による小田原征伐で滅亡した後は前田利家の家臣となった。

## 生涯
従来の通説では氏康の四男で、正室・瑞渓院を母とするとされていたが、元亀2年（1571年）における北条家中での序列が、それまで弟とみられてきた氏規どころか氏康の養子（実際は甥）である氏忠よりも下に置かれていたことが判明し、五男とみられていた氏規よりも年下でなおかつ妾の子ではないかと考えられるようになった。その後、天正10年（1582年）の時点では氏忠よりも上位に位置づけられ、天正14年（1586年）頃には氏規を抜いて三男氏照に次ぐ地位に位置付けられていた。歴史学者黒田基樹の言に拠れば、氏邦が嫡出で年長であった氏規よりも高い政治的地位に位置付けられることは通常ではありえない事態であり、この判断は氏康次男で「御隠居様」としてなお北条家最高権力者の地位にあった氏政の判断とされている。北条家の関東支配において、氏邦の担う役割の重要性を十分に認識し、氏邦の功績に鑑みて瑞渓院と養子縁組が行われ、氏照の次点とされたとする。
永禄元年（1558年）、武蔵国北部の有力国衆の藤田氏の養子になったとされる。
永禄11年（1568年）、甲斐武田家との抗争が始まると新たな本拠として鉢形城を構築した。領国は鉢形領と称されるようになった。
永禄12年（1569年）から開始された越相同盟の交渉において、かつて上杉家に従属経験のある由良成繁と由良への指南役を務める氏邦が交渉を取りまとめる中心的な役割を果たした。元亀2年（1571年）同盟が破棄された後は、上野国の北条氏領国化を進める役割を果たした。
天正4年（1576年）、安房守を名乗るようになった。安房守は室町時代に上野守護職を歴任した山内上杉家の歴代の名乗りであったが、氏邦がそれを名乗ることは、山内上杉家に代わり氏邦、そして北条氏が上野国の国主になることを表明するものであった。
天正6年（1578年）5月、上杉家の家督争いである御館の乱が起こると、実弟の上杉景虎の援軍要請に応じた長兄氏政の名代として、次兄氏照と共に景虎支援のために越後へ出陣した。北条勢は三国峠を越えて越後に侵入し、上杉景勝の拠点坂戸城を指呼の間に望む樺沢城を奪取し、次いで坂戸城攻略に着手した。しかし景勝方はよく守り、北条方はそれ以上の攻勢に出ることができずにいた。やがて冬が近づき、北条勢は樺沢城に氏邦・北条高広らを置き、北条景広を遊軍として残置して関東への一時撤退を強いられた。この冬の間に景勝は攻勢を強め、景虎は翌年3月に自害した。
天正8年（1580年）に織田信長に対して後北条氏が従属の表明を行った際、氏邦は負担として黄金3枚を負担している。
天正10年（1582年）の信長没後の本能寺の変後の神流川の戦いでは、甥で当主の氏直を補佐して戦い、滝川一益を壊走させた。直後の天正壬午の乱にも参戦した。天正10年7月までは藤田家を称していたが、それ以降から天正15年（1587年）11月までの間に北条姓に復姓している。
天正11年もしくは12年頃に、氏政の子直定を養子に迎えた。
天正17年（1589年）7月24日頃、沼田領の請取が行われた。沼田領を氏政は氏邦に管轄させ、氏邦はそれを宿老かつ沼田城代の経験もある猪俣邦憲に管轄させることにした。9月には猪俣邦憲は領域支配を開始させている。同年10月22日に真田家の管轄とされていた名胡桃城内で内紛が起こった。中山九郎兵衛が城代鈴木主水を追放し、猪俣邦憲に加勢を求めたため、邦憲は軍勢を派遣した（名胡桃城奪取事件）。
天正18年（1590年）、豊臣秀吉の小田原征伐を前にして小田原城で行われた評定の席において、小田原城に籠もることに反対し、駿河国に進出しての大規模な野戦を主張したが他の北条閣僚らに容れられず、小田原城を退去して居城の鉢形城に籠城し、単独で抗戦した。

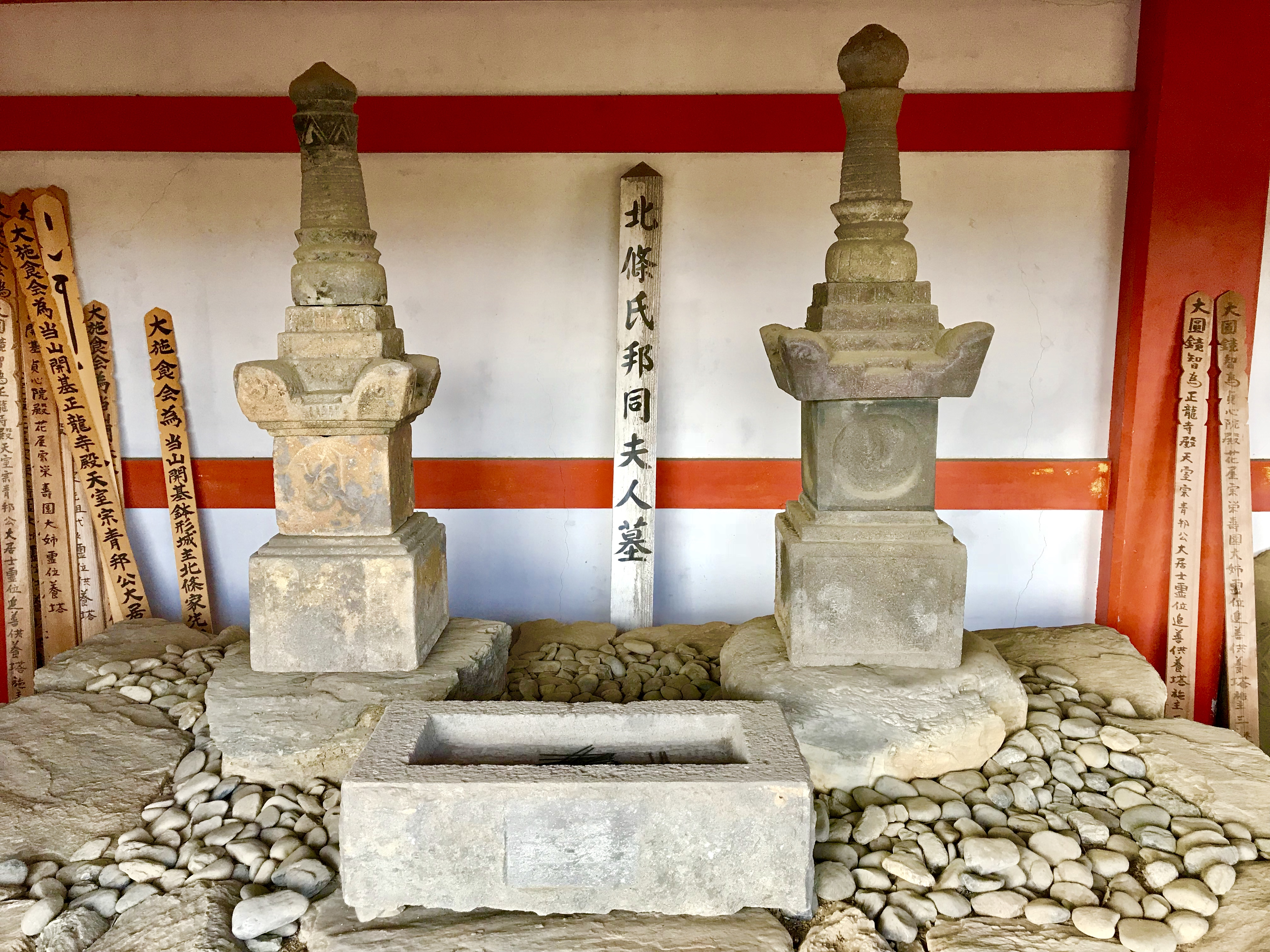
正龍寺建屋内にある北条氏邦同夫人墓

しかし豊臣方は圧倒的な大軍であり、上野国・下野国・武蔵国北部は瞬く間に制圧された。鉢形城も完全包囲され激しい攻勢にさらされると、氏邦は降伏勧告を受け入れた。藤田家の菩提寺・正龍寺に入り、剃髪して宗青と称した。戦後は城攻めの大将であった前田利家に預けられ、そのまま前田利家の家臣となった（禄高は1千石）。慶長2年（1597年）に加賀国金沢にて50歳で病没した。金沢で荼毘に付された後、遺骨は正龍寺に移された。この時、菩提寺での大法要に集まった参列者の列はひと山を越える長さに及んだといわれる。
妻・大福御前も正龍寺で剃髪し、寺内に庵室を営んでいたが、のち自害した。現在、正龍寺の墓地には、氏邦夫妻の墓として二基の宝篋印塔が置かれている。

## その後
氏邦の死後、利家は京都紫野大徳寺で喝食となっていた末子を召し出して北条庄三郎として還俗・元服させ、氏邦の知行を相続させた。その後采女と通称を改め、前田家臣で前田家縁戚でもある前田利益の娘を妻とした。その後、采女は死去し、子北条主殿助が家督を継ぐ。主殿助は正保4年（1647年）6月に病死した。男子がなかったため、知行は収公され、娘に5人扶持が与えられた。一方、養子の直定は小田原開城後、氏直らと共に高野山にて蟄居した後は徳川家康に仕え、紀州徳川家に家臣として付された。その子・氏時より紀州徳川家に仕え、氏時の子氏常、養子氏成、氏賢まで確認できる。

## 人物
三兄の氏照同様に武勇・統治に優れ、北関東の最前線、上野方面の軍事を任された。武田信玄との三増峠の戦いをはじめ各地を転戦し、いくつもの武功を挙げ、領土拡大に大きく貢献した。
戸田清元（富田勢源）の門人で免許皆伝でもあった。
短慮により北条氏の滅亡のきっかけとなったと言われる名胡桃事変の当事者（沼田城代猪俣邦憲の指揮官）であり、藤田家における義弟（養父・康邦（重利）の実子）の用土重連を謀殺したこともあって、非常に激しやすい性格と見なされることもある。同じく義弟（重連の実弟）にあたる藤田信吉は武田勝頼、上杉景勝に仕え、北条と敵対することになる。
武人としての名声に加えて、養蚕、林業など地領の殖産にも熱意を燃やし、大きな業績を残した。氏邦は養蚕を北武蔵、上野の主要産業とすべく尽力し、生糸の一大拠点を築き上げた。現在の熊谷市星溪園などに残る熊谷堤跡（旧熊谷桜堤）は暴れ川の荒川から地領を守るために天正年間の1574年に築堤された彼の事業とされ「北条堤」の名が残る。鉢形城歴史館にて、氏邦の業績が展示されている。

## 偏諱を与えた人物
- 猪俣邦憲（家臣、沼田城代、初名は富永助盛）